# NGC 1703
NGC 1703 је спирална галаксија у сазвежђу Златна риба која се налази на NGC листи објеката дубоког неба.
Деклинација објекта је - 59° 44' 34" а ректасцензија 4h 52m 51,9s. Привидна величина (магнитуда) објекта NGC 1703 износи 11,2 а фотографска магнитуда 12,0. Налази се на удаљености од 17,4000 милиона парсека од Сунца. NGC 1703 је још познат и под ознакама ESO 119-19, AM 0452-594, IRAS 04521-5949, PGC 16234.